# Gabriele Behler
Gabriele Behler, née le 25 mars 1951 à Werne, est une femme politique allemande.